# オギュスタン・ビジムング
オギュスタン・ビジムング（Augustin Bizimungu、1952年8月28日 - ）は、ルワンダ軍の元将軍。1994年に、ビジムングは暫定的に軍の指導者となっていた。このときにルワンダ虐殺を引き起こした兵士やゲリラ（インテラハムウェ）の訓練を行なっていたと告発されている。

## 経歴
1952年にビュンバ県で生まれる。
1994年4月6日に、フツ族であるビジムングは旧ルワンダ軍中佐の地位に着く。同日にハビャリマナとンタリャミラ両大統領暗殺事件が発生し、ジュベナール・ハビャリマナ大統領に随行していたデオグラティアス・ンサビマナが死亡したのち、ビジムングは参謀長に就任すると同時に少将に昇進し、軍の指導者となった。
2002年4月12日にルワンダ国際戦犯法廷は、アンゴラの反政府組織であるUNITAにて働いているビジムングの逮捕状をとった。2002年8月にアンゴラ政府によって逮捕され、タンザニアでの国連の戦犯法廷にて裁かれた。
2011年5月17日、ルワンダ国際犯罪法廷はビジムングに対して禁錮30年の実刑判決を言い渡した。